# Op Volle Kracht
Op volle kracht is een radiomiddagprogramma van RadioNL. Het programma wordt gepresenteerd door Hessel Wijkstra.

## Programmaonderdelen
Het programma telt zeven onderdelen. Dat zijn:
- Uitsmijter van de dag
- Verzoekplaten
- Nieuws
- Hollandse nieuwe
- Weer met Jan Visser
- Verkeersinformatie

## Hollandse nieuwe
In 'Hollandse nieuwe' komt een pas uitgekomen single aan de orde die door de redactie is uitgekozen. Deze single krijgt dan een week lang wat extra aandacht in alle RadioNL-programma's.